# Spotorno
Spotorno (im Ligurischen: Spotòrno) ist eine italienische Gemeinde mit 3397 Einwohnern (Stand 31. Dezember 2023) in der Region Ligurien. Politisch gehört sie zu der Provinz Savona.

## Geographie

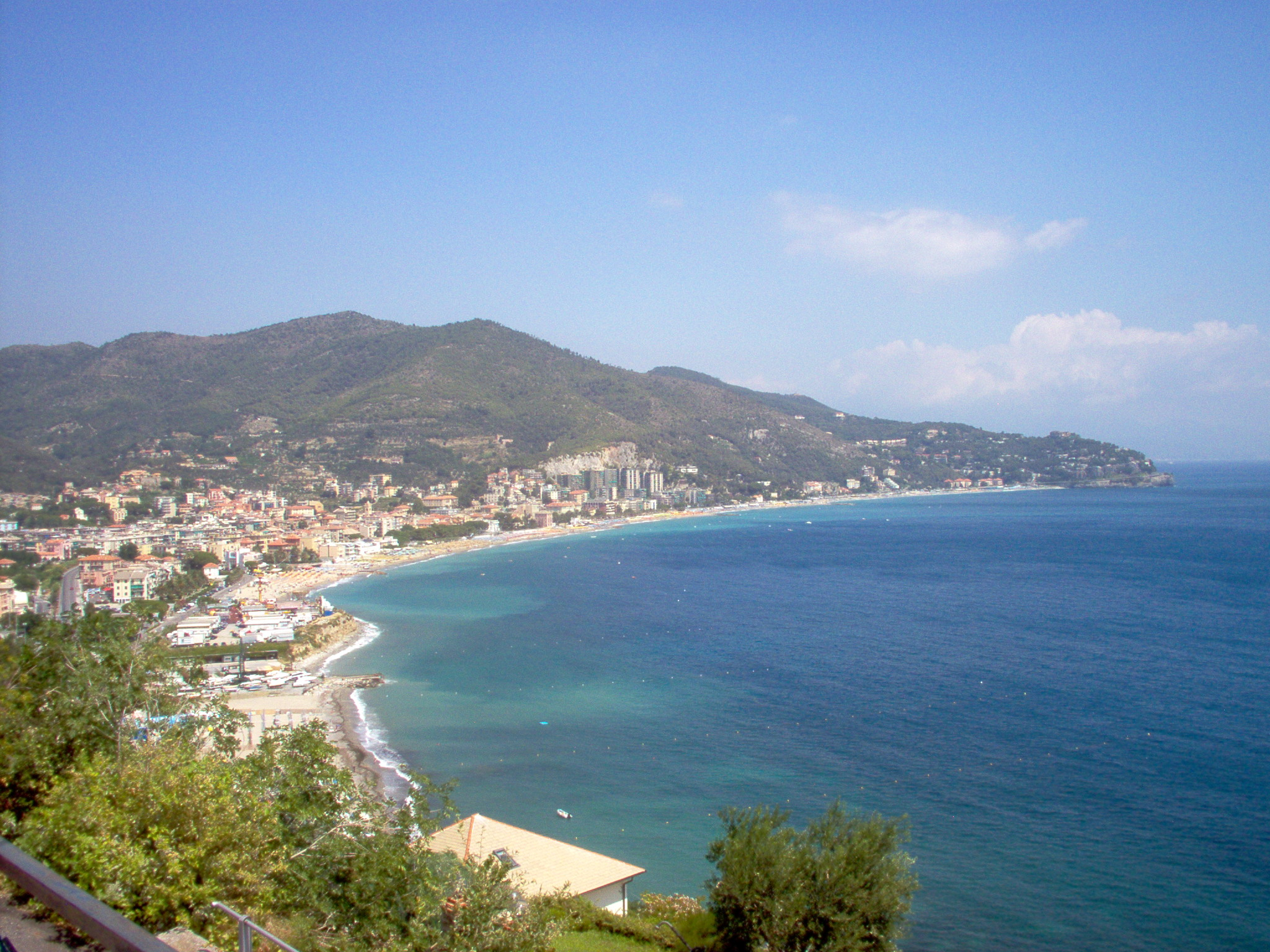
Blick auf Spotorno und das Ligurische Meer

Spotorno liegt an der Riviera di Ponente, zwischen der Punta del Maiolo und der Punta del Vescovado. Mit seinem Territorium gehört es zu der Comunità Montana Pollupice und ist von der Provinzhauptstadt Savona circa 13 Kilometer entfernt. Das Gemeindeland wird von einem dichten Netz von Wanderwegen durchzogen, die von der lokalen Gruppe des Arciambiente instand gehalten werden.
2007 erhielt Spotorno die Blaue Flagge als Auszeichnung für seine besonders gepflegten Strände.
Nach der italienischen Klassifizierung bezüglich seismischer Aktivität wurde die Gemeinde der Zone 4 zugeordnet. Das bedeutet, dass sich Spotorno in einer seismisch inerten Zone befindet.

## Klima
Die Gemeinde wird unter Klimakategorie D klassifiziert, da die Gradtagzahl einen Wert von 1440 besitzt. Das heißt, die in Italien gesetzlich geregelte Heizperiode liegt zwischen dem 1. November und dem 15. April für jeweils 12 Stunden pro Tag.

## Gemeindepartnerschaften
Spotorno unterhält Partnerschaften mit der baden-württembergischen Stadt Bad Dürrheim (seit 1999) sowie mit der dänischen Kommune Høje-Taastrup.

## Wirtschaft
Spotorno ist durch den Tourismus geprägt. Jährlich werden 600.000 Übernachtungen registriert (2013), rund 60.000 Gäste können begrüßt werden, davon 20.000 Alleine im Urlaubsmonat August. Die privaten Strandbäder (Balnearios) öffnen meist Ende April und schließen im September, 2014 waren sie aufgrund des warmen Wetters bis Oktober geöffnet.

## Politik
Bürgermeister ist Mattia Fiorini, sein Stellvertreter Giovanni Spotorno.

## Persönlichkeiten
- Giaconto Menotti Serrati (1872–1926), Politiker, Sozialist dann Kommunist[4]